# Ga On Nut BTS
Ga On Nut (tiếng Thái: สถานีอ่อนนุช) là một ga BTS skytrain, trên Tuyến Sukhumvit ở quận Khlong Toei, Bangkok, Thái Lan. Nhà ga nằm ở Đường Sukhumvit đến phía Nam của giao lộ Soi On Nut (Sukhumvit Soi 77).